# Daar was laatst een meisje loos
Daar was laatst een meisje loos is een Nederlands volksliedje dat in de 20e eeuw ook wel als kinderliedje in zwang is gekomen.

## Achtergrond
Het liedje verwijst naar een verschijnsel dat in de 17e en 18e eeuw veelvuldig voorkwam, namelijk dat vrouwen en meisjes zich als man verkleedden om aldus als matroos aan te monsteren op een zeilschip. Overigens namen ze aldus ook wel dienst in het leger. In de archieven werden – alleen al in de Republiek der Nederlanden – vele tientallen van dergelijke gevallen gedocumenteerd.
Het liedje moet al eeuwenlang populair zijn geweest, getuige de vele versies die ervan in omloop zijn geweest. Het loze (ondeugende) meisje ging – aldus het liedje – varen, maar ondervond daarbij tegenslagen. Ze verrichtte haar werk niet naar behoren en moest bij de kapitein komen, waar ze een pak ransel kon verwachten, waartoe ze haar bovenlijf diende te ontbloten. Daarbij kwam het bedrog natuurlijk uit, waarop ze, met haar vrouwelijke charmes, de kapitein op andere gedachten wist te brengen. Dit alles leverde uiteindelijk onder andere een jong matroosje op. Ten slotte vertelt het meisje aan haar moeder dat ze een kind heeft gekregen en vraagt haar om vergeving voor het feit dat ze is weggelopen.

## Documentatie
Het liedje werd voor het eerst gedocumenteerd in 1775. Door Marius Adrianus Brandts Buys sr. werden in 1875 vijf coupletten gepubliceerd. Hij heeft daarnaast een tweetal coupletten weggelaten daar hij ze door eene ruwe woordenkeus ongeschikt achtte voor publicatie. Andere en goedkopere boekjes met een wat minder stichtelijk doel (zoals Het vrolijke Bleekersmeisje en De Geldersche Nachtegaal) brachten echter wel degelijk alle elf coupletten.

## Tekst
De tekst van het lied heeft meerdere versies. Waarschijnlijk het bekendst, vooral als kinderlied, zijn de eerste vier regels:
Daar was laatst een meisje loos
Die wou gaan varen, die wou gaan varen,
Daar was laatst een meisje loos
Die wou gaan varen als lichtmatroos.